# خروب
الخَرّوب أو الخُرْنُوب(باللاتينية: Ceratonia siliqua) أو الفانيليا تذكر المصادر العالمية أن التسمية ذات أصل عربي وهي شجرة دائمة الخضرة تنتمي إلى الأسرة (تحت الفصيلة) (باللاتينية: Caesalpinioideae) من الفصيلة البقولية (باللاتينية: Fabaceae) تعيش بشكل طبيعي في المنطقة المتوسطية بما يشمل المشرق العربي والمغرب العربي ومن الدول العربية الموجودة بها غابات الخروب ليبيا بالقرب من مدينة البيضاء. كما تزرع بكثرة في قبرص وجزيرة كريت واليونان وفي البوسنة. يستخرج منها شراب حلو المذاق يسمى «الرُب» يضاف أحيانا إلى العصيدة.
في اليونان يصنعون منه مأكولات كثيرة وخبزا ومكرونة ودقيق، كلها خالية من الغلوتين الذي له حساسية بين بعض الناس؛ ويصدرونه في جميع أنحاء العالم من أوروبا حتى كوريا الجنوبية. كما يصنعون منه دبس الخروب حلو المذاق.
بذور الخروب متساوية بشكل كبير مع بعضها في الحجم والوزن مما جعلها الوسيلة الأولى في الوزن قبل انتشار الموازين الحديثة، وهي تساوي 0.2 غرام للحبة أي قيراط.

## وصف شجرة الخروب

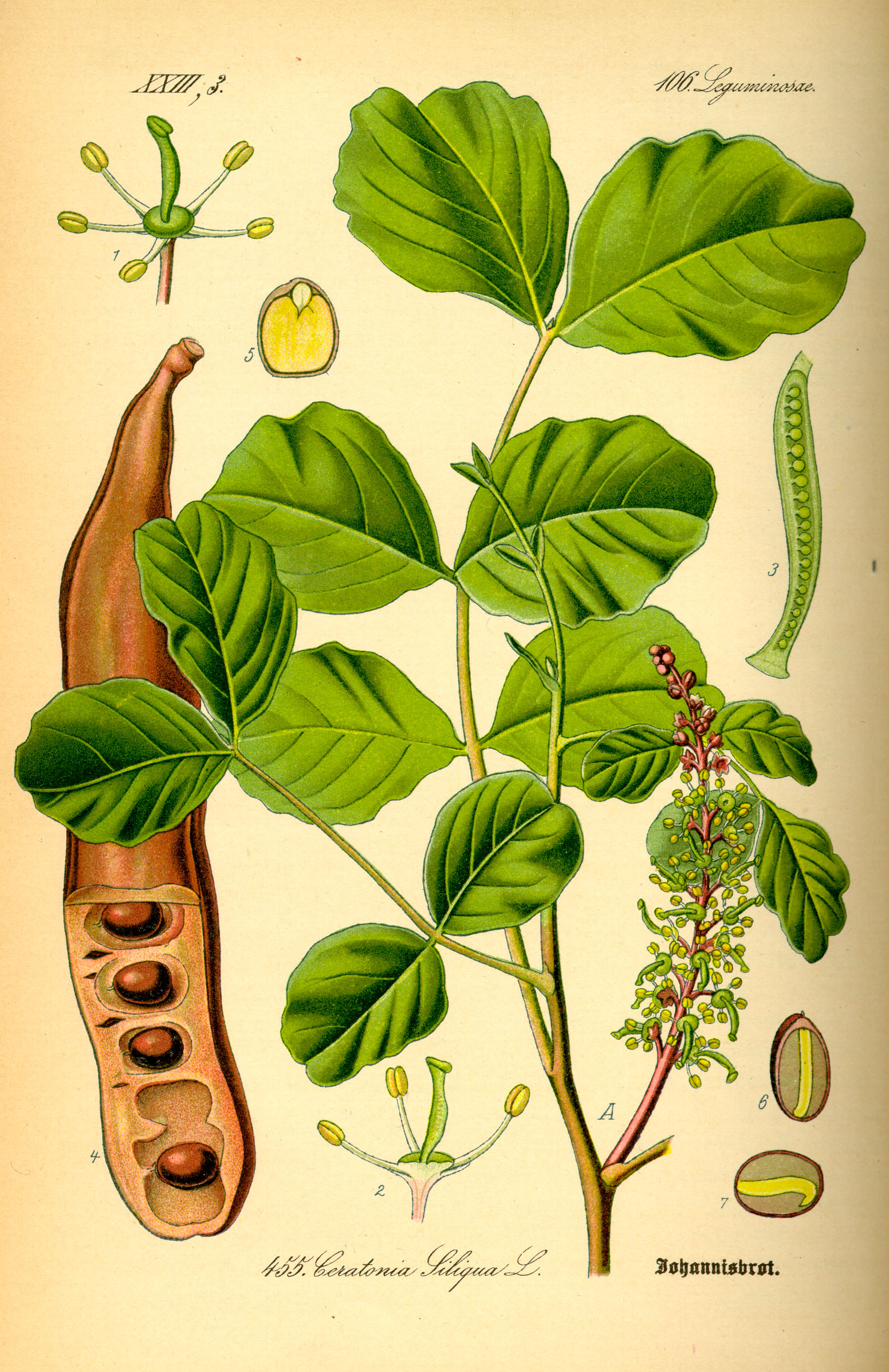
رسم غصن من شجرة الخروب ويلاحظ شكل الأوراق وتوضعها والبذور والقرن والزهرة.

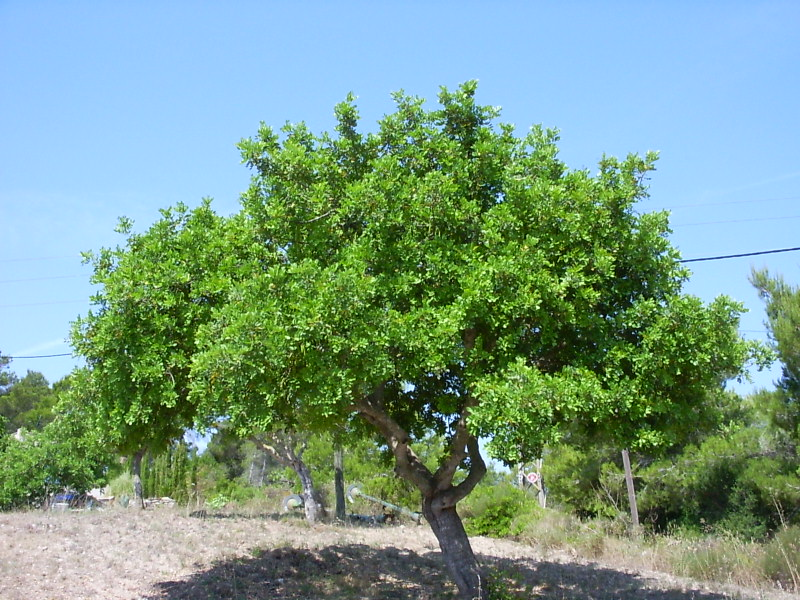
شجرة خروب.

شجرة الخروب شجرة ممتدة الظلال دائمة الخضرة يصل ارتفاعها إلى ما بين 15 و17 متر. في عمر 18 سنة يبلغ سمك الساق وسطياً 85 سم. الأوراق ريشية تتكون من عنق طويل يحمل من 6-10 وريقات متقابلة، الورقة بيضية الشكل. الحافة مستوية مستديرة عند القمة، الأوراق جلدية خضراء داكنة يبلغ طولها (2.5-6.25 سم).
الأزهار صغيرة حمراء، تتكون من زهرة واحدة مع 6 أسدية ذكرية، والزهور الذكرية ذات رائحة كريهة توجد في نورات ذات حامل أسطواني قصير. تخرج النورات من البراعم الجانبية على طول الأفرع. الأزهار مذكرة ومؤنثة وخنثى توجد على أشجار منفصلة، تزهر الشجرة لأول مرة بعد حوالي 6 سنوات، وتمتد فترة الإزهار من سبتمبر إلى نوفمبر.
القرون بنية خفيفة أو أحمر داكن إلى بنية مستطيلة الشكل أو منبسطة إما مستقيمة أو منحنية قليلاً أو ملتفة قليلاً، ذات حافة سميكة، يبلغ طول القرن من (10-30 سم) ويبلغ عرضة (1-2.5 سم) القرن أملس لامع صلب عندما يجف يحتوى على نسبة عالية من الألياف، اللب طري شبه شفاف عطري منتفخ يتم اكتمال نمو القرن خلال 11 شهرا من التأبير، يحتوي القرن على عدد من البذور يبلغ 10-13 بذرة.

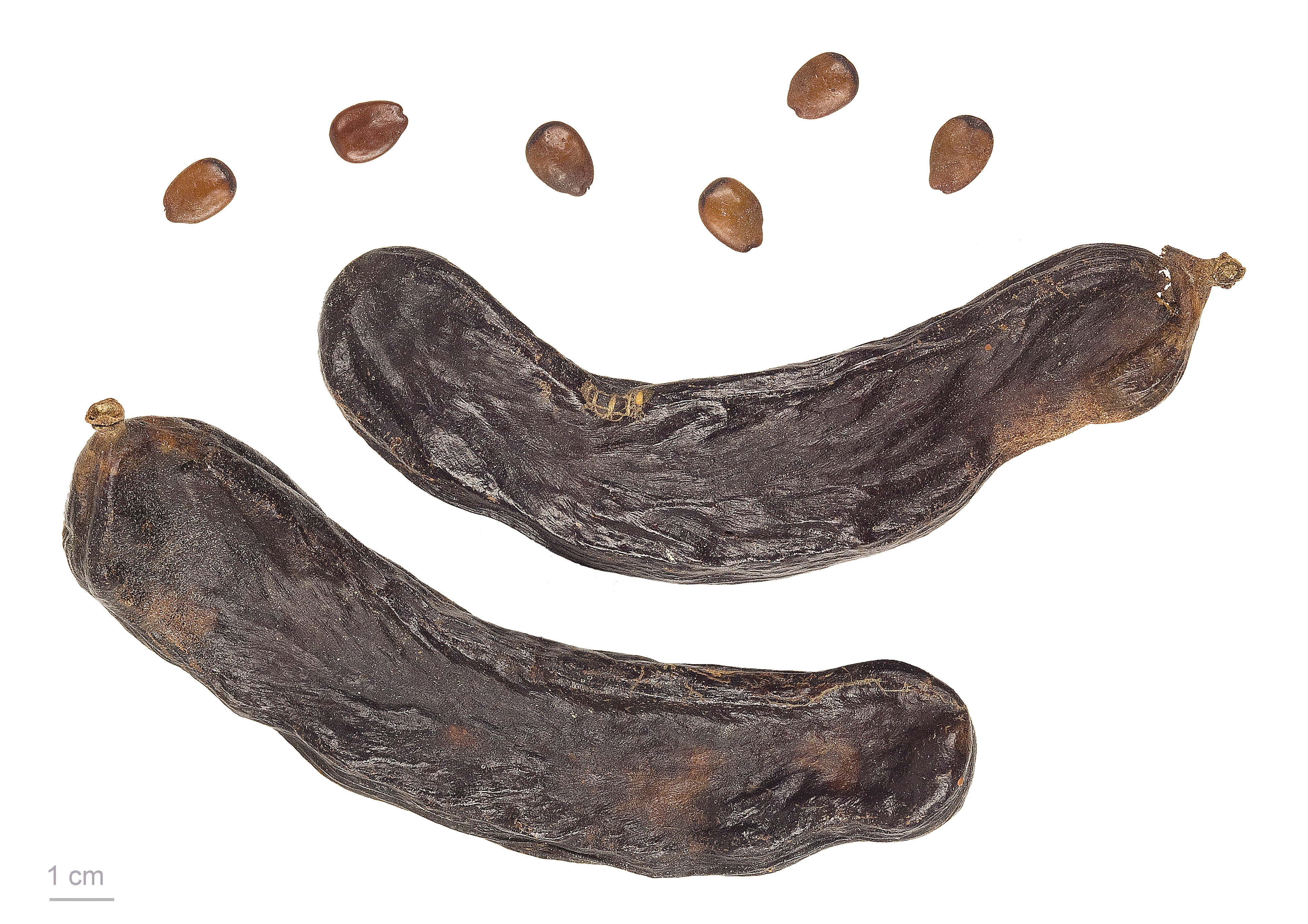
قرن خرنوب والبذور التي في داخله.

البذور ذات لون بني غامق أو باهت لامعة ذات غلاف صلب غير نفوذ للماء، البذور سائبة قبل اكتمال القرن وتصبح ذات خشخشة بعد جفاف القرن، يحتوى القرن غير الناضج على نسبة مرتفعة من التانينات تعطي له المذاق القابض، وعند جفاف القرن يصبح المذاق حلو ولائك. وتحتوى قرون الخروب الجافة على نكهة عطرية وترجع إلى محتويات القرن من حمض الايزوبيوتريك حيث تبلغ نسبته حوالي 1.3%.
وهي ثنائية الجنس وثنائية المسكن، وثمار شجرة الخروب عبارة عن قرون عريضة تتباين أطوالها في الشجرة الواحدة وقد يصل طولها إلى 30 سنتمتراً. وتتميز شجرة الخروب بقدرتها على تحمل الجفاف والبرد والرياح القوية وهي متواضعة في احتياجاتها للنمو والإثمار حيث تعيش في الأراضي الصخرية الوعرة وفي التربة الرملية الفقيرة سواء أكانت حمضية أم قليلة القلوية على أن تكون تربتها جيدة التصريف، وتكتفي شجرة الخروب بمعدل (30) سنتمتراً من الأمطار السنوية وهذه من الأسباب التي جعلتها متكيفة للعيش في مناطق حوض البحر الأبيض المتوسطومعظم بلدان الشرق الأوسط، وتعيش شجرة الخروب من (200-300) سنة وتزهر عادة ابتداءً من منتصف شهر آب ولغاية تشرين الثاني كما تزهر في مواسم أخرى إذا ما توافرت لها ظروف بيئية مناسبة.

## تاريخ شجرة الخروب

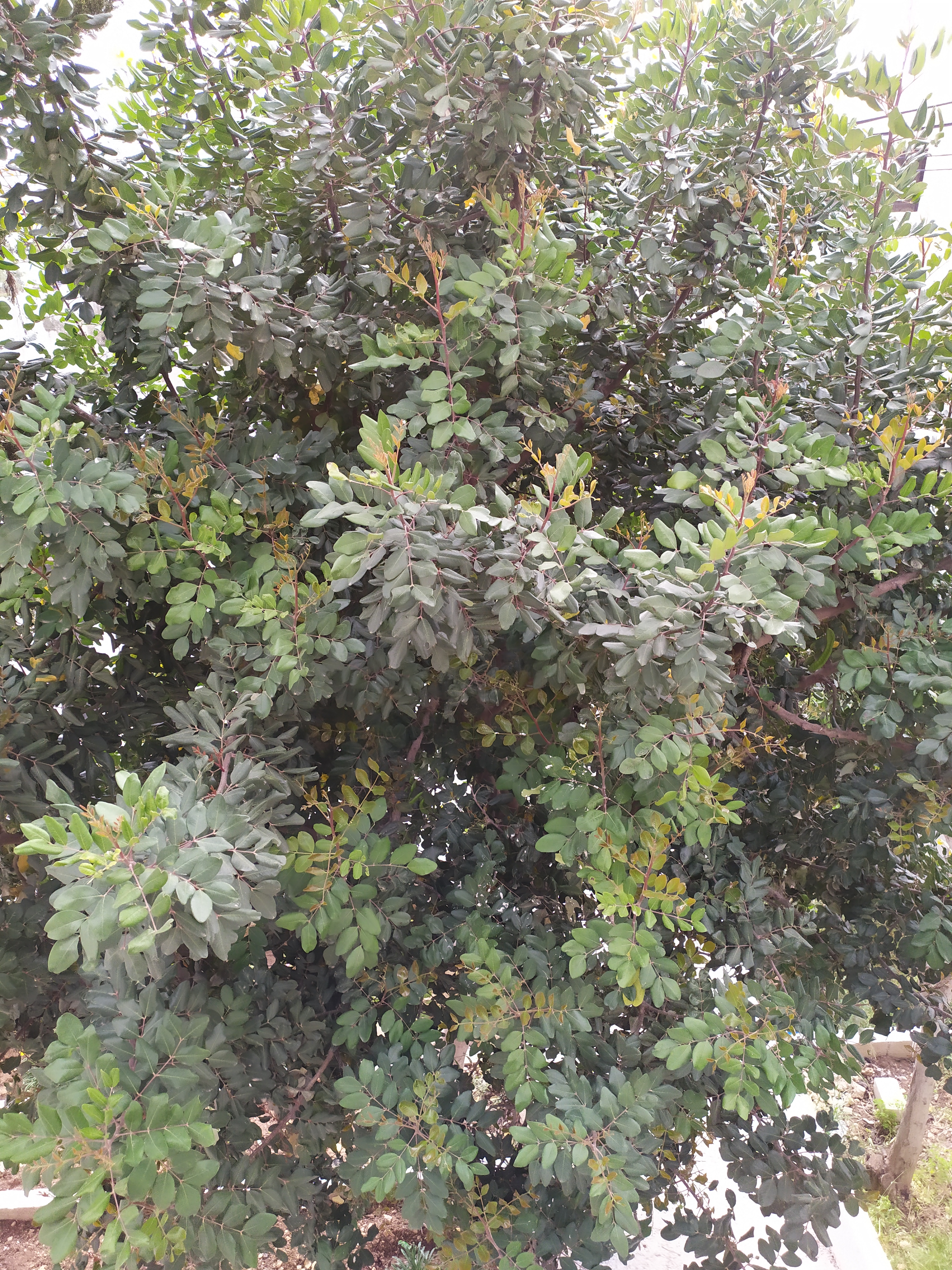
أشجار الخروب الجبلية المعمرة

شجرة الخروب شجرة قديمة جاء ذكرها في الكثير من الوقائع الدينية والكتب التاريخية، بعض المراجع أعادت أصولها إلى سوريا وفلسطين وكانت تسمى حينها بازلاء البحر المتوسط.
كما جاء ذكر هذه الشجرة في كتاب العجاب في بيان الأسباب، عندما كان النبي سليمان إذا نبتت الشجرة قال لأي داء أنت فتقول لكذا وكذا فلما نبتت شجرة الخروب قال لأي شيء أنت قالت لمسجدك أخربه قال: تخربينه قالت نعم قال بئس الشجرة.
وجاء ذكر شجرة في الكتاب المقدس، وزرعت في منطقة حوض البحر الأبيض المتوسط قبل حوالي (4000) سنة وكان اليونانيون القدماء على معرفة بالكثير من فوائدها واستعمالاتها، من إسبانيا قام أحد المهاجرين الإسبان بنقلها إلى المكسيك وأمريكا الجنوبية، وعمل الإنجليز على نقلها إلى جنوب أفريقيا والهند وأستراليا، وتبين السجلات التاريخية بأن شجرة الخروب قد نقلت إلى أمريكا عام (1854) وإبان الحملة العسكرية البريطانية إلى إسبانيا خلال الفترة من (1811 - 1812) كانت قرون الخروب تقدم علفاً لخيول سلاح الفرسان البريطاني ولا زالت ثمار الخروب تستعمل في كثير من البلدان لتغذية الحيوانات.
كما يرتبط الخروب بقصة النبي زكريا، فتقول الرواية أنه اختبأ في خروبة في قرية سبسطية وقد تبعه جنود القائد الروماني هيرودوس وشاهدوا ردائه من الخروبة التي لم تستطيع حمايته فنجحوا في قتله من خلال منشار. قبل أن يُقذف برأسه في نهر الأردن.
وهناك معتقدات أن هذا النوع من النبات ظهر لأول مرة في المناطق العربية منذ الألفية الثانية قبل الميلاد في مصر بالتحديد، وما يدعم هذه النظرية من خلال تقارير تحتمس الثاني ورمسيس الثالث، أن خشب هذا النبات استخدم كمادة بناء. بالإضافة إلى ذلك فإن شرائط النسيج المستخدمة في تحنيط الموتى مستخرجة من ثمرة الشجرة.
قديما استخدم الكنعانيون وغيرهم بذور الخروب كأداة وزن  واكتشفت جرار بزر الخروب في جلجولية وكفر ثلث ويعتقد أنها كانت للوزن وربما للعدد.
جلب الرومان الشجرة في القرن الأول قبل الميلاد إلى اليونان وإيطاليا، كما واصل العرب استخدام وزراعة الشجرة في شرق وجنوب إسبانيا وعلى طول ساحل شمال أفريقيا.
| خروب | وهو طعام لتسمين الخنازير والمواشي، ولكن كان يَعِزّ على الابن الضال في المثل الذي ضربه المسيح، وقد اشتهى الابن الأصغر عندما جاع في الكورة البعيدة أن "يملأ بطنه من الخرنوب الذي كانت الخنازير تأكله فلم يعطه أحد". | خروب |

 (لو 15: 16)، وتقول بعض التقاليد إن المقصود بالجراد الذي كان يأكله يوحنا المعمدان في البرية هو هذا الخرنوب حتى ليسمى أحيانًا «خبز القديس يوحنا»، ومن هنا جاء اسمه في اللاتينية «شجرة الجراد»، ولكن ليس ثمة أساس لذلك.
بعد ذلك وصل هذا النبات إلى جنوب شرق فرنسا ومنطقة تدعى الجرف في البرتغال، بدأ المغتربين في القرن التاسع عشر في نشرها عن طريق البحر. حتى وصلت في عام 1850 أيضا إلى أستراليا و1854 في الولايات المتحدة. جلب المهاجرين الإسبان الصناعات المتعلقة بها إلى المكسيك والأرجنتين وتشيلي وبيرو. في حين حاول البريطانيون بالتالي حظهم في الهند، ومنطقة النمو الرئيسية تقع بين درجة العرض 30 و45 درجة شمالاً في المناطق شبه الاستوائية.
منذ القرن التاسع عشر، تم تجهيز دقيق الخروب بديلاً عن الكاكاو وإنتاج الكحول والمنتجات السكرية الأخرى.
وفي القرن العشرين بدأت التجهيز الصناعي من الفواكه كبديل القهوة وعلف الحيوانات.

### في تفسير الأحلام
- جاء في كتاب تفسير الأحلام لابن سيرين أن من رأى الخروب في منامه فإنما تدل على مكان خراب واستشهد بذلك من قصة النبي سليمان.[30][31]
- جاء في تفسير الأحلام لابن شاهين فإن يؤول برجل عسر كسبه قليل بتعب ومشقة، وربما دل نبتها في مكان ما على خرابه.[32]
- فسر النابلسي حلم رؤيا الخرنوب: يدل في المنام على موت المريض أو خراب جسمه، سواء رأى أنه أكله أو لا، والخروب يدل على الخراب والبوار. وربما دل على الإماء من الزنوج.

## الأصناف
1. أميلي (بالإنجليزية:Amele): صنف تجاري قديم تنتشر زراعته في إيطاليا، الأشجار الأنثى: القرون ذات لون بني خفيف مستقيمة أو منحنية قليلاً يبلغ طول القرن 5.5 بوصة (14-16 سم) عرضه 1 بوصة (2-2.5 سم) محتوى القرون من السكريات 53.8 %، ذات نكهة جيدة، تنضج القرون في سبتمبر وأكتوبر.
2. كاسودا (بالإنجليزية:Casude): تنتشر في إسبانيا بوفرة، الأشجار أنثى: القرون ذات لون بني داكن مستقيمة طولها 4 بوصة (12 سم) عرضها أقل من 1 بوصة (1.5 سم) تحتوي على نسبة عالية من السكريات تتراوح ما بين 51.7 - 56.7%، ذات نكهة جيدة، الأشجار ذات حمل غزير ومنتظم تنضج القرون في أكتوبر.[33]
3. كليفورد (بالإنجليزية:Clifford): أشجار طرق بذرية، الأزهار خنثى، القرون ذات لون بني خفيف منحنية قليلاً يبلغ طول القرن 4.5 بوصة (13 سم) والعرض 1 بوصة (2 سم) تحتوى القرون على 52.9% سكريات، النكهة شديدة، الحمل غزير ومنتظم تنضج في أكتوبر.
4. صفاقص (بالإنجليزية: Sfax): ينمو وينتشر في تونس، الأشجار أنثى: القرن بني مائل إلى الاحمرار مستقيم أو منحني قليلاً، طوله 6 بوصة (15 سم) وعرضه 1 بوصة (2سم)، المحتوى من السكريات 56.6%، متوسط، الحمل منتظم تنضج القرون في أغسطس وسبتمبر.
5. سنتافي (بالإنجليزية:Santafe): الأشجار خنثي خصبة ذاتياً، القرون ذات لون بنى فاتح ملتفة غالبا أو منحنية قليلاً، طول القرن 7 بوصات (18-20سم) وعرضها 1 بوصة (2سم) نسبة السكريات 47.5%، الأشجار ذات حمل منتظم ومحصول جيد تجود زراعتها في المناطق الساحلية ولا تحتاج إلى ري منتظم تنضج القرون في أكتوبر.
6. تونتيلو (بالإنجليزية:Tontillo): صنف منتشر في جزيرة سيشل، الأشجار خنثي: القرون ذات لون بنى غامق مستقيمة يبلغ طولها 6 بوصة (13-15 سم) وعرضها 1 بوصة (2سم) النكهة جيدة، الأشجار ذات حمل غزير ومنتظم، تنضج القرون في سبتمبر إلى منتصف أكتوبر.
7. تللريا (بالإنجليزية:Tylliria): تنتشر زراعتها في قبرص واليونان، الأشجار مؤنثة، القرون ذات لون بني ماهوجني غامق، القرون منحنية قليلاً طول القرن 6 بوصة (15 سم) وعرضه 1 بوصة (2-2.5 سم) تبلغ نسبة السكريات من 47.4-50.9 %، القرون ذات نكهة جيدة، الحمل غزير ومنتظم، تنضج في خلال المدة من منتصف أغسطس حتى أكتوبر وذلك طبقا للمناطق التي تنتشر فيها زراعة هذا الصنف.[21]
8. كوندوركا (بالإنجليزية:Koundourka): الأشجار غزيرة التفريغ، القرون ذات لون بنى فاتح، طول القرن حوالي 6.5 بوصة (17 سم) العرض 1 بوصة (2سم) تنشق القرون طولياً، وتحتوي البذور على نسبة 14.7% من المادة اللائكة (اللبان) وتحتوي القرون على 58% من اللبان.
9. كومبوتا (بالإنجليزية:Koumbota): أشجار كبيرة الحجم، القرون تحتوى على عدد قليل من البذور، ومحتوى السكريات يبلغ 53% وتحتوى البذور على 53% لبان.[34][35][36][37][38][39]

## توزع الزراعة والإنتاج العالمي

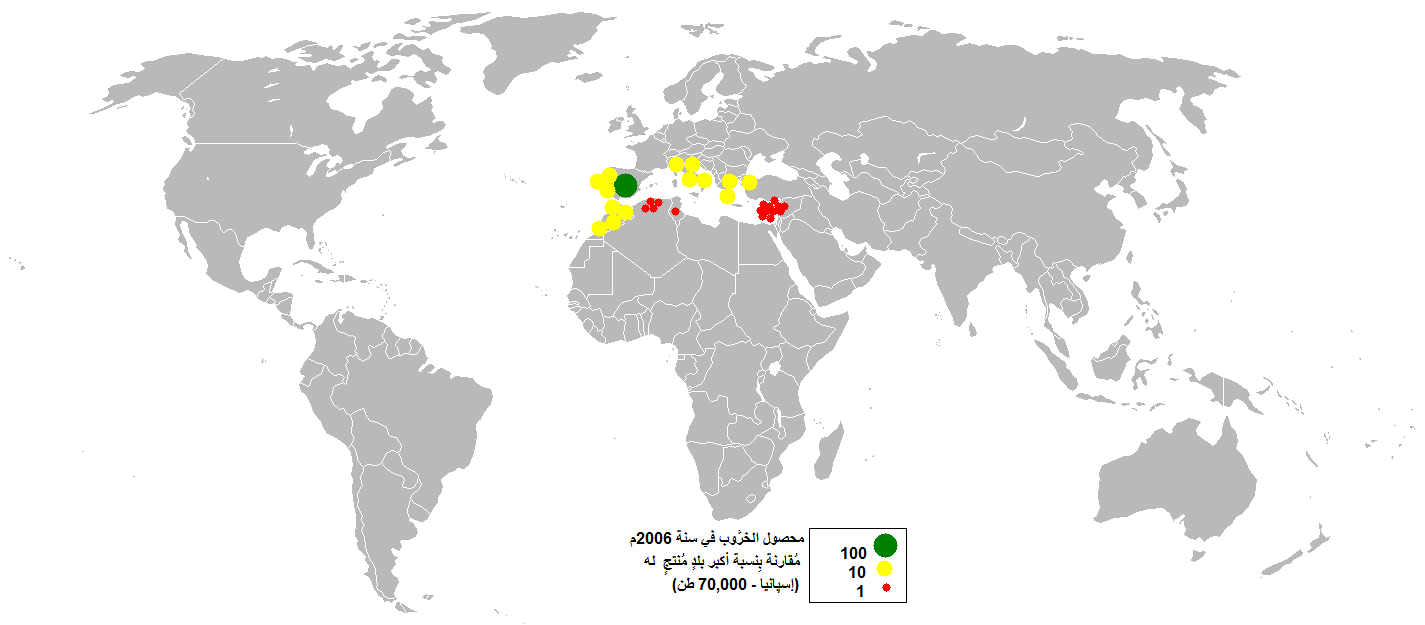
خريطة كميات محصول الخروب في بلدان البحر الأبيض المتوسط.

تعتبر شجرة الخروب شجرة واعدة من الناحية الاقتصادية على المدى البعيد، ويبلغ حجم الإنتاج الزراعي من بذور الخروب حوالي 330.000 طن سنويا. تعتبر إسبانيا (وخاصة مناطق فالنسيا وكاتالونيا وجزر البليار) من أهم المناطق في زراعة هذه الشجرة وتقدر كمية الإنتاج نسبة للإنتاج العالمي حوالي 45٪ وتحتل المرتبة الأولى، تليها إيطاليا بنسبة 16٪، ثم البرتغال 9٪، ثم المغرب 7.5٪، ثم قبرص 6٪، ثم اليونان 5٪ ، ثم تركيا 4٪. ويتم إنتاج كميات أصغر في الجزائر وتونس وإسرائيل وباقي دول حوض المتوسط.

أماكن توزع زراعة الخروب في كل من إسبانيا والبرتغال.

ووفقاً لمنظمة الأغذية والزراعة فاو، فإن إنتاج الخروب (بالأطنان المترية عام 2012):
| الإنتاج بالطن احصائيات FAOSTAT (منظمة الأغذية والزراعة) |         |       |         |       |
| الدولة                                                  | 2012    | 2012  | 2003    | 2003  |
| إسبانيا                                                 | 40,000  | %     | 67,000  | 36 %  |
| المغرب                                                  | 20,500  | %     | 26,000  | 14 %  |
| إيطاليا                                                 | 30,841  | %     | 24,000  | 13 %  |
| البرتغال                                                | 23,000  | %     | 20,000  | 11 %  |
| اليونان                                                 | 22,000  | %     | 19,000  | 10 %  |
| تركيا                                                   | 14,218  | %     | 14,000  | 8 %   |
| قبرص                                                    | 5,186   | %     | 7,000   | 4 %   |
| الجزائر                                                 | 3,136   | %     | 4,600   | 2 %   |
| لبنان                                                   | 2,300   | %     | 3,200   | 2 %   |
| تونس                                                    | -       | %     | 1,000   | 1 %   |
| دول أخرى                                                | -       | %     | 840     | 0,5 % |
| إجمالي                                                  | 330,000 | 100 % | 186,640 | 100 % |

## المناخ الملائم
يعتبر مناخ المناطق الساحلية والسهول المجاورة لها من أنسب الظروف المناسبة لنمو أشجار الخروب، ولا تجود زراعة أشجار الخروب في الطقس الجاف شديد الحرارة (الصحراوي) الذي تندر فيه الأمطار. وينحصر الحد الأعلى لزراعة الخروب أسفل 600 م (2000 قدم) على المنحدرات. وأشجار الخروب تتعرض لأضرار الصقيع عند درجة -3 م° وعند درجة من 4-6 درجة مئوية تفقد الأشجار المحصول وتسقط الأوراق وتموت الأفرع الحديثة. كما أن الأشجار يمكن أن تنمو في درجات حرارة مرتفعة نوعا ما والتي قد تصل إلى 104-122 ف° (40-50° م) صيفاً ولكن في ظروف توافر الري الجيد وارتفاع نسبة الرطوبة وغالبا تنتج الأشجار قرون صغيرة معرجة في هذه الظروف. وعامة فإن الحد الأمثل لدرجات الحرارة اللازمة أشجار الخروب والحصول على محصول جيد هو 20-30° م.

## التربة الملائمة للزراعة
رغم أن غالبية أشجار الخروب موجودة في الأراضي الرسوبية والجيرية إلا أنها تنمو أيضاً في الأراضي ذات الأصول البركانية. ولا تجود زراعة الخروب في الأراضي الملحية أو الأراضي الثقيلة الغذقة.
وتعتبر الأراضي الجيرية هي أنسب أنواع التربة الملائمة لزراعة أشجار الخروب إلا أن الزيادة في محتوى الجير تسبب اصفرار المجموع الخضري. كما تجود زراعة الأشجار في الأراضي الخفيفة جيدة الصرف والتهوية.

## طرق الإكثار والتكاثر ومواعيدها
- يتكاثر الخروب جنسياً بالبذرة وخضرياً بالتطعيم وبالعين والقلم القمى والعقلة وزراعة الأنسجة وتزرع شتلات الخروب في الحقل أو المكان المستديم خلا النصف الثاني من فبراير أو أوائل شهر مارس وهي أنسب مواعيد لزراعة الخروب. وقد تزرع خلال سبتمبر وأكتوبر، وتزرع الأشجار في الحقل على مسافات كبيرة فيما بينها (7-9 م) في كل الاتجاهات.

### الإكثار بالبذرة
بذور الخروب صلبة ذات غلاف أملس غير نفوذة للماء ويمكن زراعة البذور بعد إجراء بعض المعاملات مثل الخدش باستخدام صنفرة أو على سطح خشن أو باستخدام حمض الفوسفوريك أو الهيدروكلوريك أو تنقع البذور في الماء لمدة 24 ساعة وقد تستخدم بعض الهرمونات المنشطة للإنبات مثل GA3 بتركيز 500 جزء/مليون (قرص بيرنكس 1/ لتر) وتنقع البذور لمدة 24 ساعة.
وتزرع البذور في الرمل أو خليط من الرمل والبيت موس (1:2)، أو خليط من الرمل والبيت موس والطمي (1:1:2).
وتبلغ نسبة إنبات البذور 54% وتفرد النباتات بعد خروج الورقة الثانية. وعندما يصل طول البادرة 12 بوصة (30سم) تزرع في أصص كبيرة أو في صفوف في المشتل، وتزرع البذور في مهاد أو في صناديق خشبية.

### التطعيم بالعين
يتم تطعيم الشتلات بالبرعمة وذلك باستخدام عيون من أشجار مثمرة قوية النمو عندما تبلغ النباتات 75 سم ارتفاعاً يبلغ قطر الساق 1 سم. وتجرى عملية التطعيم خلال فبراير ومارس. ويراعى أن تكون البراعم من أشجار خنثي وذلك لأن الأشجار المؤنثة قليلة الإنتاج مقارنة بالأشجار الخنثى.

### التطعيم بالقلم القمى
يجرى التطعيم بالقلم القمى وذلك لإنتاج أصناف جيدة غزيرة الإنتاج. وكذلك بغرض الإسراع في عمر الإثمار بالنسبة لأشجار الخروب. حيث أن الأشجار البذرية تعطى ثمار بعد 15 سنة في حين أن الأشجار المطعومة تثمر في عمر من 6-7 سنوات.
وتطعم شتلات الخروب عندما يصل عمر الساق 1 سنة. ويتم الحصول على أقلام التطعيم من أشجار خنثي أو مؤنثة ذات صفات جيدة. والأقلام تؤخذ من أفرع تامة النضج بعد عمر سنة مع ملاحظة أن تكون الطعوم طرفية وذلك لارتفاع نسبة نجاحها عند إجراء عملية التطعيم مقارنةً بالأقلام الوسطية والقاعدية.

### الإكثار بالعقلة
أوضحت نتائج البحوث التي أجرت على إكثار الخروب بالعقلة نجاح هذه الطريقة. ويجرى الإكثار بالعقلة خلال شهر فبراير وأوائل مارس وهي المواعيد المناسبة لذلك مقارنة بالعقل التي أجري عليها التجارب خلال أكتوبر ونوفمبر والتي لم تعط أي نسبة نجاح، وتفضل العقل الطرفية لأنها تعطى نسبة عالية من التجزير مقارنة بالعقل القاعدية، وتؤخذ العُقَل من الأفرع بعمر سنة وسُمك 1 سم، وتعامل قاعدة العقل بواسطة أنزول حمض البيوتريك (IBA) بتركيز 800 جزء/مليون لمدة 5 ثواني، ثم تزرع العقل بعد ذلك في بيئة مكونة من البيتمس والرمل بمعدل 1:2 أو في البيتمس فقد داخل الصوب في وجود ضباب وعلى درجة حرارة 21°م.

### زراعة الأنسجة
وهذه الطريقة رغم ثبوت نجاحها في إكثار الخروب إلا أنها غير مفضلة بالنسبة لهذا النباتات خاصة وإن نمو بادرات الخروب يكون بطيء جداً في السنوات الأولى من عمر النبات ولذا تستغرق النباتات التي تنتج بهذه الطريقة وقت أطول حتى تصل إلى عمر الإثمار.

## العناية بالأشجار بعد زراعتها

### الري
يجب ري أشجار الخروب بشكل منتظم، فالأشجار التي تزرع على الطرق في الغالب لا تحصل على القدر الكافي من الماء وينعكس ذلك على المحصول خاصة الأشجار المؤنثة. ومن الملاحظ أن الأشجار المزروعة على الطرق البعيدة عن المناطق الساحلية والتي يقل فيها سقوط الأمطار ولا تحصل على الماء الكافي من الري المنتظم يقل محصولها من القرون بنسبة عالية مقارنه بالأشجار التي تزرع في المناطق الساحلية غزيرة الأمطار أو الأشجار التي تحصل على كميات منتظمة من الماء عن طريق الري.
وعادة لا تنجح زراعة أشجار الخروب في المناطق الجافة الصحراوية أو المناطق القريبة من هذه البيئة، لذا يجب مراعاة الأشجار بالري خاصة أشجار الطرق بغرض الحصول على محصول جيد من الناحية الاقتصادية.

### التسميد
معظم منتجي الخروب يعتبرون أن التسميد غير ضروري ولكن الاهتمام بالتسميد والري خاصةً المواسم الجافة يجعل الأشجار أكثر إنتاجية.
ويتم تسميد شتلات الخروب عادة بواسطة النترات أو الأمونيوم أو مركب نترات الأمونيوم يؤدى إلى زيادة مساحة الورقة والمساحة الخضرية الكلية ووزن النباتات وزيادة المجوع الجذري، ويؤدي التسميد النيتروجيني إلى زيادة محتوى السكروز في الجذور والأفرع وتستجيب أشجار الخروب البالغة المثمرة إلى التسميد النيتروجيني بصورة أفضل من التسميد البوتاسي، حيث يؤدي إضافة 800 جرام نيتروجين للشجرة على صورة نترات أمونيوم إلى زيادة النمو الخضري وعدد النورات الزهرية، ولا تستجيب الأشجار إلى التسميد البوتاسي وحده ولكنه عندما يضاف بجانب النيتروجين يجعل الأشجار أكثر قدرة على امتصاص الماء اللازم للنمو الخضري.

### التلقيح

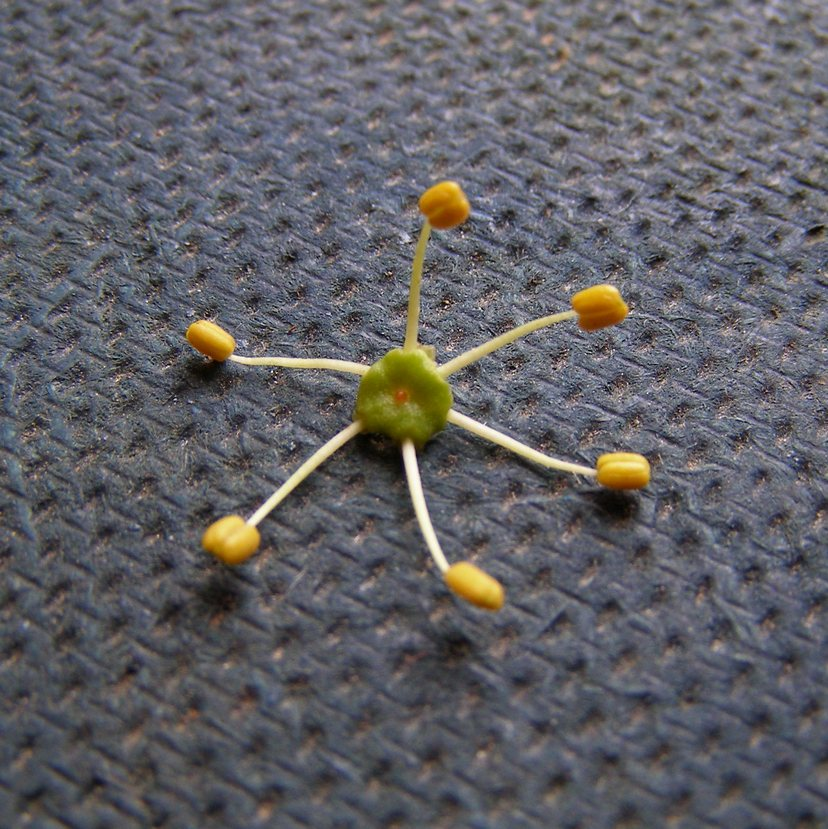
زهرة واحدة مع ستة من أسدية ذكرية.

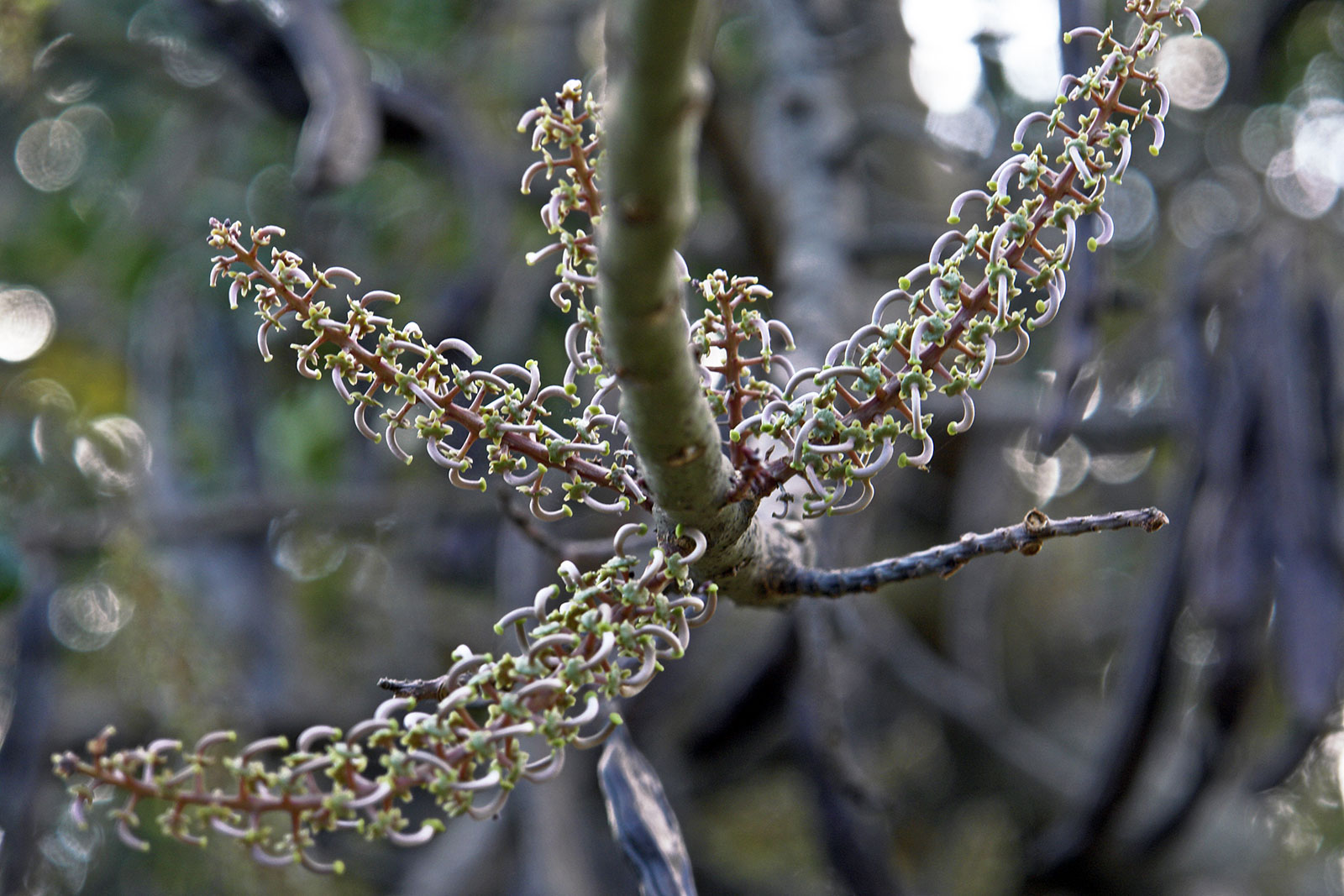
شجرة الخروب، النورات "المؤنثة".

أشجار الخروب تكون مؤنثة أو مذكرة أو خنثي أو أشجار تحمل نورات عديدة الجنس.
ويتم تخصيب البويضة خلال 48 ساعة من عملية التلقيح وتتكشف الثمار خلال 48 ساعة وتستغرق عملية التلقيح لتكوين القرن 5 أيام حتى يكتمل التلقيح، ودرجة الحرارة المناسبة لنمو أنابيب اللقاح من 21-22°م وتقل النسبة في درجات الحرارة 31-33°م، والتلقيح اليدوي يؤدى إلى زيادة عدد الثمار إلا أن هذه الزيادة تكون أقل في النورات التي تحمل أزهار خصبة قابلة للتلقيح.
وعادة تتركز الثمار العاقدة في الجزء القمي في أخر النورة الراسيمية وتقل الثمار كلما اتجهنا إلى قاعدة النورة، وعادة يلعب الذباب والدبور دوراً هاماً في عملية التلقيح وتتركز زيادة هذه الحشرات في الجزء القمى من النورة.
إذا زرعت الأشجار المؤنثة لابدّ من زراعة الملقحات المذكرة، ففي اليونان وإيطاليا يزرع 3 أشجار مذكرة لكل 100 شجرة مؤنثة، وهي نسبة غير كافية، أما في إسبانيا وقبرص وجزيرة كريت وسيشل فليلجأ الزارعون إلى تطعيم الأشجار المؤنثة بعيون أو أقلام من الأشجار المذكرة.
ويلاحظ أن كرمشة وجفاف القرون تكون ناتجة من زراعة الأشجار في المناطق الحارة مرتفعة الحرارة مع عدم كفاية الرطوبة في هذه المناطق.

### تربية الأشجار
لا تحتاج أشجار الخروب أي عناية إلا من وقت لأخر فتزال بعض النباتات الجافية التي تنمو محيطة بها كما نجد أن الظروف المحيطة بالأشجار هي التي تتحكم في تشكيلها. وعمر أشجار الخروب يصل إلى مائة عام في المتوسط. ومحصول الثمار غزير خاصة عند القرون الحجم النهائي لها ويكون لونها ما زال أخضر حيث يكون الماء من 70-75 % من وزن القرون. وخشب القرون ذات لون جيد براق سهل الإصابة بالأمراض وسهل الكسر مما يؤدى إلى عفن الخشب. فتخرج كثير من الأفرع من منطقة واحدة بزاوية وتعتبر مأوى جيد للفئران والوطواط. لذا يفضل تشكيل الأشجار والتقليم الجيد والتخلص من تشابك الأفرع وتقليل عدد الأفرع الخارجة من نقطة نمو واحدة كأي شجرة فاكهة أخرى.
الطريقة المتبعة في حالة أشجار الخروب: هي أن تربى خمسة أفرع رئيسية على الجذع الرئيسي للشجرة، بحيث تكون على مسافات مناسبة من بعضها ويجب أن يكون الجذع رأسي قائم وخالي من الجروح، وبذلك تربى الأشجار المطعومة والأشجار البذرية بطريقة القائد الرأسي بحيث تربط الأفرع غير المرغوب فيها لأسفل ولا تكسر ويجب تلافي الجروح في أشجار الخروب.

### المحصول

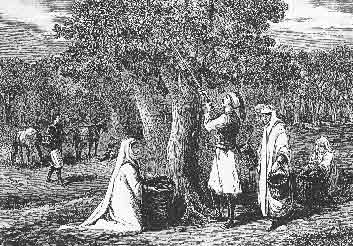
موسم قطف الزيتون (نفس المبدأ يتم لشجرة الخروب).

تعطي الأشجار المطعومة والبالغة من العمر 6 سنوات حوالي 22.5 كجم من القرون وعندما تبلغ الأشجار بتقدم العمر حتى أن الأشجار في عمر 25-30 سنة تعطي في المتوسط 90 كجم من القرون. وفي بعض المناطق تعطي الأشجار التي تبلغ عمرها 18 سنة بعد التطعيم ما يقارب 204-227 كجم من القرون ولا تتوقف إنتاجية الأشجار من ثمار القرون عند هذا الحد فبعض الأشجار القديمة النامية في منطقة حوض البحر المتوسط يبلغ إنتاجها الموسمي 1360 كجم من القرون في الموسم الواحد.

### جمع المحصول (الحصاد)
يجب أن تجمع القرون قبل موسم الأمطار، ويتم جمع المحصول باستخدام خطاف طويل حيث تميل الأفرع ثم تقص القرون باستخدام مقصات الجمع الصغيرة، ويتم نشر القرون في الشمس لمدة تتراوح من يوم إلى يومين حتى تنخفض نسبة الرطوبة من 70-75 % إلى 8% أو أقل من ذلك. وتخزن القرون بعد الجفاف في مكان جيد التهوية جاف وتوضع على حوامل خشبية لا تلامس الأرض.

## القيمة الغذائية
يحتوي لب قرون الخروب على مواد غذائية عدّة من أهمها السكر بنسبة 55% وبروتين عالي الجودة بنسبة 15% ودهون بنسبة 6% أمّا مسحوق البذور فيحتوي على 60% بروتين وكميات وافرة من الزيوت الخالية من الكوليسترول كما يوجد في ثمار الخروب فيتامينات (أ، ب1، ب2، ب3، د) وعناصر معدنية مهمة مثل: البوتاسيوم، والكالسيوم، والحديد، والفسفور، والمنغنيز، والباريوم، والنحاس، والنيكل، والمغنيزيوم، وغيرها، وتخلو الثمار من حمض الأوكساليك (Ox) الذي يحول دون امتصاص الكالسيوم والعناصر المعدنية الأخرى وهذا من شأنه تسهيل عملية امتصاص الأمعاء لهذه المعادن والإفادة منها بشكل كبير، ويتميز بكتين الثمار بعدم تسببه بظهور أعراض الحساسية.

## خشب الخروب
يتميز خشب الخروب بالقوة والمتانة وسهولة الطلاء، لهذا فهو مناسب لصنع أثاث المطابخ والادوات والاواني الخشبية. ويعد الفحم المصنوع من أخشابها من أجدد أنواع الفحم وتستعمل بذوره المحمصة بديلا عن القهوة أو الشوكولاته التي تدخل في صناعة الحلويات أما مسحوق الخروب وبذوره فيستعملان في الكثير من الصناعات الغذائية، كمادة منكهة ومكثفة للعصائر والكريمات بدلا عن البيض والنشاء.

## الآفات

### الفئران
تتسلق الأشجار ومما يساعد على ذلك هو كثافة التفرع في أشجار الخروب، حيث تقوم الفئران في قرض الأفرع مما يسبب في جفافها كما تقوم بجرح الأفرع الغضة وتصاب بعد ذلك هذه الأفرع بالعفن.

### سوسة الخروب
حيث تضع البيض على الأزهار والقرون الحديثة فتدخل اليرقات إلى القرون وتسبب تلفها وتنتشر في منطقة البحر المتوسط، وتعالج الأشجار بالرش بمبيد (أفكس Aphox) بمعدل 50 جم/100 لتر ماء.

### الحشرات القشرية
الحشرات القشرية والحشرة القشرية الحمراء وبعض الحشرات الرخوة وبعض الحشرات المحارية تصيب الأوراق والأفرع مسببة أضرار كبيرة حيث تمتص العصارة النباتية وتؤدي إلى إصفرار الأوراق وجفاها وسقوطها.
كما يمكن تمييز الحشرات القشرية الرخوة من خلال فرزها ندوة عسلية تؤدي إلى ظهور لون أسود هبابي نتيجة لنمو العفن الأسود الهبابي وتراكم الأتربة مما يؤثر على الإنتاج وبصفة عامة تؤثر الحشرات القشرية على نمو القرون وتؤدي إلى جفافها وسقوطها في حالة الإصابة الشديدة.

### الفطريات
عند هطول الأمطار في شهر أغسطس ينبت بجانب أشجار الخرنوب فطر يسمى بالإيطالية:(Laetiporus sulphureus) وخاصة في بعض أجزاء صقلية وبازيليكاتا حيث يؤدي تناولها إلى آثار سيئة على الجهاز الهضمي للإنسان.

## مكافحة الآفات
1. تقلم الأفرع المصابة وحرقها.
2. الاهتمام بتنشيط دورة الأعداء الحيوية وذلك بعدم الرش بأي مركبات في فترات النشاط واختيار المبيدات الأقل سمية على هذه الأعداء الحيوية.
3. خنفساء (Cerambyx Velutinus) والتي تحدث تلف الجذع حيث تقوم بعمل ثقوب وأنفاق في جذوع الأشجار مما يؤدي إلى جفافها وموتها، والعلاج عن طريق الرش بمبيد موسبيلان Sp 20% بمعدل 25 جم/100 لتر ماء.
4. يمكن اللجوء إلى المكافحة الكيميائية في حالة الإصابة الشديدة وذلك باستخدام:

- المركبات الفسفورية مثل أكتيليك ACTELLIC® وسوميثيون Sumithion® بمعدل 150 سم/100 لتر ماء.
- الزيوت المعدنية مثل Kz أو سوبر رويال أو سوبر مصروناً بمعدل 1.5%.

## الأمراض
تتعرض أشجار الخروب للعديد من الأمراض النباتية المؤثرة على إنتاجها كماً ونوعاً، وتنقسم أهم الأمراض التي تصيب أشجار الخروب إلى:
1 - أمراض المجموع الجذري: تصاب جذور شتلات وأشجار الخروب بالعديد من الأمراض التي تتسبب عن الكائنات الدقيقة المرضية ساكنة التربة مثل أمراض الذبول الناتجة عن الإصابة بالعديد من الفطريات مثل (Fu-Sarium Oxysporum) المسبب للذبول الفيوزاريومي أو الفطر (Verti- cilium dahlia) المسبب لذبول الفرتيسليومي.
2 - أمراض أعفان الجذور: والتي تنشأ نتيجة الإصابة بالعديد من فطريات التربة مثل:
1. (Fusarium spp)
2. (Fusarium solani)
3. (Rhizoctonia solani)
4. (Phymatotrichum sp)
5. (Pythium spp)
6. (Phytophthora spp)

3 - أمراض المجموع الجذري والثمار: ومن أهمها: (البياض الدقيقي) - (التقرح الهبابي).
4 - أمراض تبقعات الاوراق: (التبقع السركسبوري) - (التبقعات الميتة على الأوراق).

## الاستعمالات العادية والصناعية والطبية

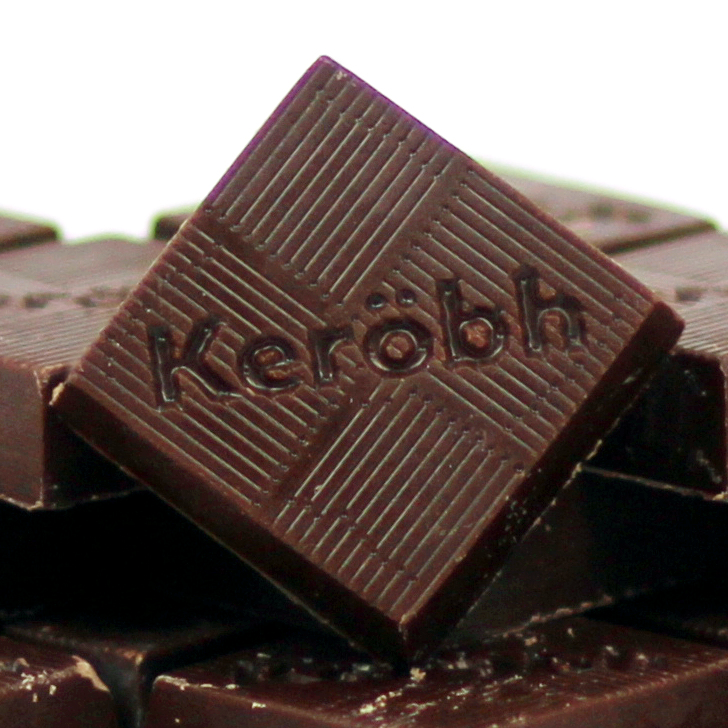
شوكولا الخروب.

استعمالات نبات الخروب متعددة فمن الممكن أن يكون شراباً حلو المذاق ويستعمل أيضا كعلاج طبيعي للكثير من الأمراض والعوارض، كما أن لهذا النبات زبائن رئيسيين هي صناعة الأغذية (أغذية الأطفال، والمثلجات، والصلصات، والجبن، ومنتجات السكري، وعصير الليمون)، ومستحضرات التجميل وصناعة الأدوية (أقراص الإيدز) والمنتجات العضوية والطبيعية.
1. يستخدم لإنتاج شراب الخرنوب الذي يعد من أشهر المشروبات في شهر رمضان عند المسلمين.[48][49]
2. يستخدم لإنتاج الدبس.[50]
3. تستخدم قرون الخروب المطحونة في إعداد المشروبات مثل الكاكاو وتضاف إلى اللبن الساخن أو البارد.[51]
4. تستخدم الأوراق في صناعة شوكولا الخرنوب[52][53] ومسحوق الحبوب في صنع شوكولا المصنوع من الكاكاو.[54][55][56][57]
5. يخلط دقيق الخروب إلى القمح لصناعة الخبز والفطائر.[58]
6. يحتوى الخروب المعد من القرون والبذور على نسبة عالية من الألياف مما يعطيه قيمة غذائية عالية.
7. كما يحتوي دقيق القرون على نسبة 57% من المادة اللائكة كما تحتوي البذور على 10-20% من هذه المادة ويصنع منها لبان لزيادة الوزن وعلاج النحافة.[59]
8. تكوّن البذور من 7.5 إلى 13.5% من وزن القرون الجافة وتحتوي البذور على نسبة عالية من مادة تراجازول (Tragasol) الهامة في الصناعات الغذائية مثل المخبوزات والمثلجات.[60]
9. تستخدم متبقيات دقيق البذور بعد فصل المادة اللائكة في صناعة النشا والسكريات الحرة كما تحتوي هذه المتبقيات على أكثر من 60 % بروتين.
10. تخلط البذور في كل من ألمانيا وإسبانيا ببذور البن لإعداد القهوة.
11. معدل السكريات التي يحتويها قرن الخروب كالآتي: (7:1:1:5) تمثل سكروز – جلوكوز- فركتوز- ومالتوز على التوالي.
12. تحتوي القرون على نسبة عالية من الفتامينات خاصة قبل النضج وتصل هذه النسبة إلى 1.5%.
13. تحتوي قرون الخروب على العديد من مضادات الأكسدة.
14. صمغ الخروب من المواد الهامة والمؤثرة في كثير من الصناعات وتتراوح نسبة البذور: الصموغ في قرون الخروب إلى 1:3 وفي اليونان تصل هذه النسبة إلى 1:2 حيث تكون لزوجة الصمغ أعلى وتستعمل الدرجات منخفضة الجودة من الصموغ في صناعات الورق والنسيج والدرجات المتوسطة في أعمال الصيدلة وإنتاج ألوان الوجه وصبغات الشعر، أما الدرجات العالية الجودة فتستخدم في الصناعات الغذائية المختلفة مثل الكاتشب والمايونيز والمثلجات وصناعات أخرى.[61]
15. دقيق بذور الخروب الناتج الثانوي عند تصنيع الصمغ تستخدم في إنتاج العلف البروتيني للحيوان.
16. تتم معالجة ثمرة شجرة الخروب في البرتغال لإنتاج المسكرات مع 18٪ و54٪ مع الكحول.[20]
17. يستخرج من الخروب أحد أنواع المواد الحافظة وقد تم ترميز هذا العنصر في المنتجات الغذائية بالرمز (E410).[26]
18. يصنع من الخرنوب نوع من المشروبات الكحولية.

### الاستعمالات الدوائية والاستطبابات
1. يستخدم مسحوق ثمار الخروب حيث يؤخذ ملعقة منه وتضاف إلى ملء كوب ماء مغلي وتركه لمدة 10 دقائق ثم يحرك بالملعقة ويشرب جميع محتويات الكأس مرة واحدة على الريق. أو يمكن أكل ثمرة كاملة من الخروب على الريق وهذه الوصفة خاصة بالإسهال الناتج من بكتيريا السالمونيلا أو الفيروسات.[62]
2. مفيد للمغص.[20]
3. طارد للديدان ومدّر للبول.
4. يستخدم لمضمضة الأسنان واللثة.
5. يهدئ من الحركة الزائدة لعضلات الأمعاء ويجعل قوام البراز نصف جاف فيقلل من فقدان الأملاح وعدم توازنها بالجسم أيضا ينصح بإضافة خلاصة الخروب إلى لبن الأطفال الرضع كي ينظم عملية الإخراج ويقلل من حالات الإسهال عندهم.
6. يعالج القولون العصبي بفاعلية كبيرة حيث أن لشراب الخروب فائدة كبيرة في الحفاظ على نضارة الجسم وحمايته من الجفاف فهو يقلل من فقد الجسم للسوائل وبالتالي يحافظ علي توازن نسبة الأملاح في الجسم.
7. مفيد في امتصاص بعض السموم والإفرازات الضارة في المعدة.
8. الخروب مفيد لمرضى السكر إذا خلط مسحوق الخروب مع الترمس والحلبة ويسف.
9. يخفض نسبة السكري في الدم، ونسبة الكوليسترول [63][64][65]، كما يفيد في إنقاص سكر الدم الزائد في الأمعاء.[26][66]

## الأهمية البيئية
تعتبر شجرة الخرنوب من الأشجار التي تحمي التربة وتساعد في الحد من تهديد الجفاف وتساعد على التقليل من أضرار العواصف، كما أنها توفر الغذاء والسكن للكثير من الحيوانات، هذا عدا عن كونها تحافظ على المناظر الطبيعية.
كما أن هذه الشجرة تعد في مدن ولاية أريزونا وكاليفورنيا وهاواي في الولايات المتحدة. وفي بعض أجزاء من أستراليا  للزينة حيث تفيد في تصميم المناظر الطبيعية للحدائق والمتنزهات والمناظر الطبيعية والتجارية العامة. وتؤمن الظل 

## الجدوى الاقتصادية
في عدة دراسات حكومية وأكاديمية تبين أن شجرة الخروب شجرة ذات عائد منخفض لكنه طويل الأمد وبسبب الفوائد الثانوية الأخرى على الصعيد البيئي ومواجهة الرياح والأعاصير وانجراف التربة.
لذلك فإن زراعة مساحة هكتار واحد لا تدر أرباحا تتعدى 400 دولار أمريكي في السنة وفي أحسن الأحوال في حال تم بيع منتجات الخروب كالدبس فإن الأرباح قد تصل إلى 600 دولار لذلك فإن شجرة الخروب تعتبر محصولاً ذات عائد ثانوي وتزرع غالباً لتقويم أراضي هامشية.
في الفترة الراهنة وبعد تطور الزراعة بدأ تهجين وزراعة أصناف وتطعيم أصناف أخرى بأنواع ذات إنتاجية عالية مما أدى لظهور مزارع مستقلة تعمل على نطاق اقتصادي أكبر.
الأسعار العالمية لثمار الخروب تتراوح بين 1000 دولار و7000 دولار أمريكي للطن الواحد تتراوح الأسعار حسب النوعية والجودة وكمية العرض والطلب.

## اهتمام الحكومات بهذه الشجرة
في الدول التي يتم فيها زراعة الخروب قامت الحكومات المنتجة باصدار طوابع تذكارية تدل على أهمية الشجرة على صعيد التنوع البيئي النباتي وعلى صعيد الموروث الحضاري من الثقافات القديمة.

طابع من موناكو عليه صورة لشجرة الخروب وثمارها [74]